# Un amour de pleine lune
Un amour de pleine lune est le 19e épisode de la saison 4 de la série télévisée Buffy contre les vampires.

## Résumé
Oz fait son retour à Sunnydale et souhaite discuter avec Willow pour voir où ils en sont. Il lui dit qu'il a réussi à maitriser le loup-garou qui est en lui. En effet, à la grande surprise de Willow, c'est la pleine lune et Oz ne se transforme pas. Tara est quant à elle mal à l'aise avec ce retour impromptu. Pendant une patrouille avec Riley, Buffy lui avoue qu'Oz est un loup-garou. Il est choqué car il pense que Willow est inconsciente d'être sortie avec une créature qui peut se retourner contre elle, raisonnement qui froisse un peu Buffy. Après avoir passé la nuit à discuter avec Oz, Willow annonce à Buffy son dilemme d'avoir à choisir entre Oz et Tara, lui annonçant que sa relation avec Tara va plus loin qu'une simple amitié. De son côté, Adam entre en contact avec Spike et lui dit que s'il l'aide, il lui retirera sa puce. 
Pendant ce temps, Oz rencontre Tara et, sentant l'odeur de Willow sur elle, comprend qu'elles sont plus que des amies et perd le contrôle. Il se transforme en loup-garou et poursuit Tara mais est capturé par l'Initiative et enfermé dans une cage. Les scientifiques de l'Initiative le soumettent à des tests. Riley, se rendant compte de son erreur, tente de le faire échapper mais il est arrêté à son tour. Spike offre au Scooby-gang son aide pour les faire entrer dans la base de l'Initiative afin de libérer Oz. Le groupe y parvient en prenant en otage le colonel McNamara. Riley quitte définitivement l'Initiative et s'excuse auprès de Buffy, celle-ci lui racontant alors son histoire avec Angel. Oz, quant à lui, se rend compte que Willow est la seule chose qui peut lui faire perdre le contrôle et décide donc de quitter définitivement Sunnydale, tous les deux se promettant de se revoir un jour. Willow commence officiellement sa relation amoureuse avec Tara.

## Statut particulier
Noel Murray, du site The A.V. Club, estime que les scènes entre Willow et Oz « sont très au point » mais que beaucoup d'autres dialogues de l'épisode sonnent faux et surtout que la manière dont le retour d'Oz a été mêlé à l'intrigue principale de la saison « finit par dévaluer son retour et révéler la façon sommaire dont a été développée cette intrigue principale autour de l'Initiative ». La BBC évoque un épisode « déchirant » qui traite de son sujet avec « beaucoup de maturité » et dont « le postulat de départ ne pouvait pas être plus émotionnellement intense ». Pour Mikelangelo Marinaro, du site Critically Touched, qui lui donne la note de A-, cet épisode tourne définitivement la page de la relation entre Willow et Oz « de façon très satisfaisante » tout en réussissant « à élever les relations entre Willow et Tara et Buffy et Riley à un nouveau niveau ».